# A lyga (damer)
A lyga (damer) (Litauiska: Lietuvos moterų futbolo A lyga; žemaitiska: Muoteru A Līga) är Litauens högsta division i damfotboll. Vinnaren av A lyga spelar i Uefa Women's Champions League.

## Klubbar

### Lag 2022
- A lyga (damer) 2022[1][2] och UEFA licens.[3]

|   | Nr | Lagnamn                | Placering | Säsongen 2021 | Notering                    |
| - | -- | ---------------------- | --------- | ------------- | --------------------------- |
|   | 1. | FC Gintra              | 1.        | A lyga        | Mästare i A lyga 2021       |
|   | 2. | Žalgiris-MRU (Vilnius) | 2.        | A lyga        |                             |
|   | 3. | Banga                  | 4.        | A lyga        |                             |
|   | 4. | Vilnius                | 5.        | A lyga        |                             |
|   | 5. | Hegelmann              | –         | (Ny)          | Kauno Žalgiris (2017–2021)  |
| ▲ | 6. | Saned                  | 11.–12.   | LMFA I lyga   | Uppflyttad till A lyga 2020 |

     Kvalificerad för kval till Champions League 2022/2023
FC Hegelmann år 2017–2021 blev klubben damsektionen till FK Kauno Žalgiris, vilket gav laget större resurser.

### Lag 2020
Källa:
|   | Nr | Lagnamn                | Placering | Säsongen 2019 | Notering                    |
| - | -- | ---------------------- | --------- | ------------- | --------------------------- |
|   | 1. | Gintra Universitetas   | 1         | A lyga        | Mästare i A lyga 2019       |
|   | 2. | Kauno Žalgiris         | 2         | A lyga        |                             |
|   | 3. | Banga                  | 3         | A lyga        |                             |
|   | 4. | ŠSG-FA Šiauliai        | 4         | A lyga        |                             |
|   | 5. | Utenos Utenis          | 5         | A lyga        |                             |
| ▲ | 6. | Žalgiris-MRU (Vilnius) | 1         | LMFA I lyga   | Uppflyttad till A lyga 2020 |

     Kvalificerad för kval till Champions League 2020/2021

### Lag 2019
Källa: 
|   | Nr | Lagnamn              | Placering | Säsongen 2018 | Notering                    |
| - | -- | -------------------- | --------- | ------------- | --------------------------- |
|   | 1. | Gintra Universitetas | 1         | A lyga        | Mästare i A lyga 2018       |
|   | 2. | Kauno Žalgiris       | 2         | A lyga        |                             |
|   | 3. | Banga                | 3         | A lyga        |                             |
|   | 4. | ŠSG-FA Šiauliai      | 4         | A lyga        |                             |
| ▲ | 5. | Utenos Utenis        | 5–6       | LMFA I lyga   | Uppflyttad till A lyga 2019 |

     Kvalificerad för kval till Champions League 2019/2020

## Vinnare (sedan 1994)
Källa: 

- 1994 – Olimpija-Centras Kaunas
- 1994/1995 – Politechnika Kaunas
- 1995/1996 – Vilnius
- 1996/1997 – Gabija-Politechnika Kaunas
- 1997/1998 – Kristina Vilnius
- 1998/1999 – Politechnika-Sika Kaunas
- 1999 – FC Gintra (1)
- 2000 – FC Gintra (2)
- 2001 – Šventupė Ukmergė
- 2002 – TexTilite Ukmergė
- 2003 – Gintra Universitetas (3)
- 2004 – TexTilite Ukmergė
- 2005 – Gintra Universitetas (4)
- 2006 – Gintra Universitetas (5)
- 2007 – Gintra Universitetas (6)
- 2008 – Gintra Universitetas (7)
- 2009 – Gintra Universitetas (8)
- 2010 – Gintra Universitetas (9)
- 2011 – Gintra Universitetas (10)
- 2012 – Gintra Universitetas (11)
- 2013 – Gintra Universitetas (12)
- 2014 – Gintra Universitetas (13)
- 2015 – Gintra Universitetas (14)
- 2016 – Gintra Universitetas (15)
- 2017 – Gintra Universitetas (16)
- 2018 – Gintra Universitetas (17)
- 2019 – Gintra Universitetas (18)
- 2020 – Gintra Universitetas (19)[8]
- 2021 – FC Gintra (20)[9]
- 2022 – FC Gintra (21)
- 2023 – FC Gintra (22)
- 2024 – FC Gintra (23)